# Nieuw-Heeten
Nieuw-Heeten est un village situé dans la commune néerlandaise de Raalte, dans la province d'Overijssel. Le 1er janvier 2008, le village comptait 631 habitants.

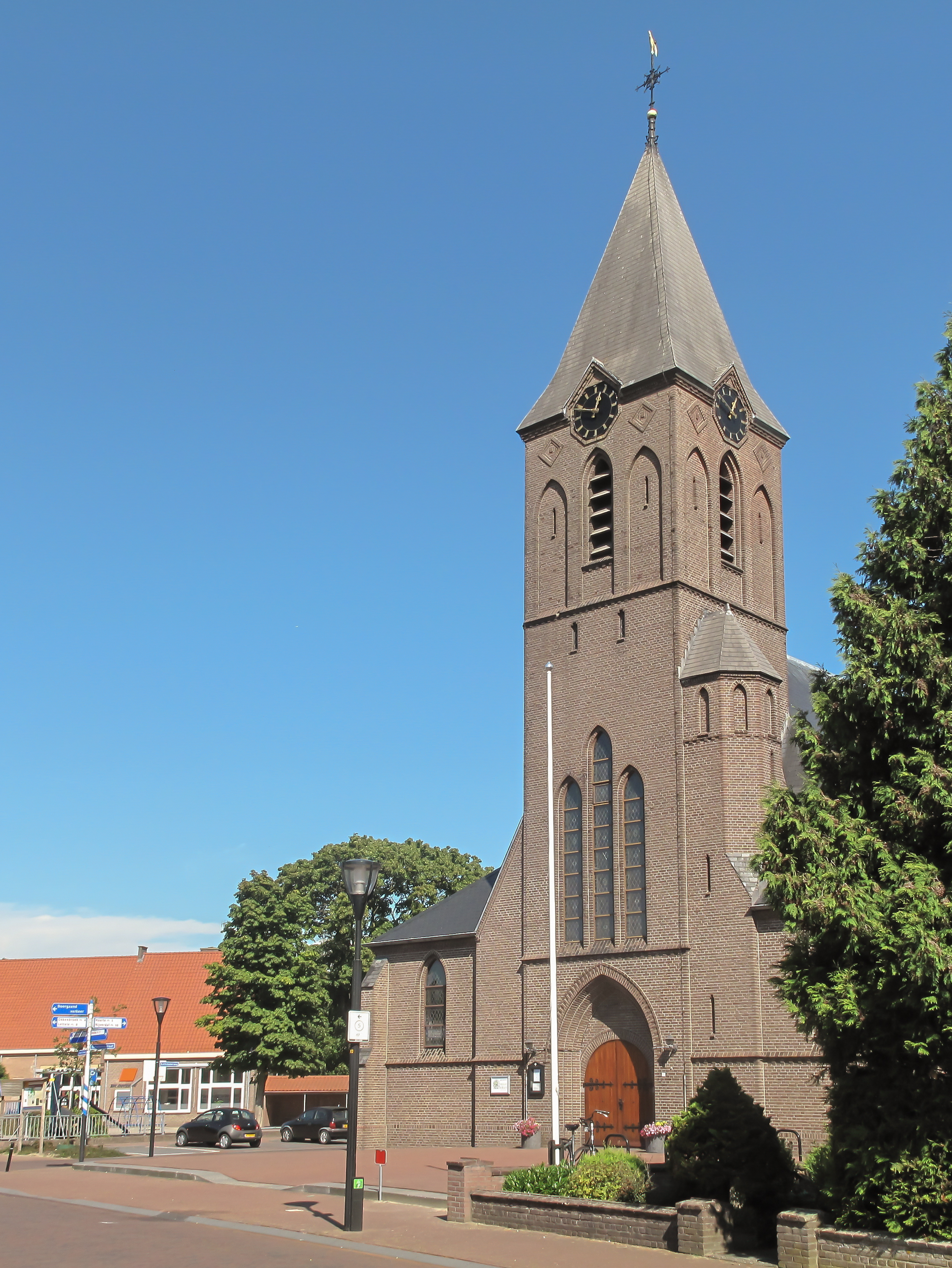
Nieuw Heeten, église: parochiekerk Sint Joseph